# Vincenzo Contratti
Vincenzo Contratti (Torino, 22 aprile 1894 – Portobuffolé, 28 ottobre 1918) è stato un militare e aviatore italiano, particolarmente distintosi nel corso della prima guerra mondiale nei reparti da ricognizione del Servizio Aeronautico del Regio Esercito, e designato a prendere parte al volo su Vienna da Gabriele D'Annunzio.

## Biografia
Nacque a Torino il 22 aprile 1894, figlio di Luigi, un famoso scultore. All'atto dell'entrata in guerra del Regno d'Italia, avvenuta il 24 maggio 1915, lasciò gli studi liceali per arruolarsi nel Regio Esercito, assegnato all'arma di cavalleria. Poco tempo dopo chiese, ed ottenne, di essere assegnato al Battaglione aviatori, e fu mandato in Francia, preso la scuola di volo di Lione, per ottenere il brevetto di pilota. Ritornato in Italia completò l'addestramento presso il campo d'aviazione di Pisa, dove nel gennaio 1916 conseguì il brevetto di pilota militare. Promosso caporale, fu inviato al fronte in forza alla 43ª Squadriglia, passando poi alla 48ª Squadriglia da ricognizione di stanza a Belluno con la promozione a sergente. Il 29 agosto 1917, nel corso di una missione, fu costretto da un temporale a compiere un atterraggio di fortuna a Nebbiù, presso Pieve di Cadore. Divenuto sottotenente fu decorato con una prima Medaglia d'argento al valor militare per aver compiuto 90 missioni, tra cui i bombardamenti su Lubiana e Bolzano. Dopo l'esito negativo della battaglia di Caporetto, la sua squadriglia si trasferì sul campo d'aviazione di Castello di Godego, sito ad est di Treviso. Nel maggio 1918 fu trasferito alla 87ª Squadriglia, equipaggiata con gli Ansaldo SVA, con cui effettuò missioni sui cieli di Ceggia, Latisana e Oderzo. Il 7 giugno effettuo una nuova missione su Lubiana, ripetuta il 24 dello stesso mese al termine della battaglia del solstizio. Prese parte al volo su Vienna effettuato dalla squadriglia agli ordini di Natale Palli e Gabriele D'Annunzio, ma dovette ritornare al campo di San Pelagio per problemi al motore. Fu decorato con la seconda Medaglia d'argento al valor militare. Il 27 ottobre decollò per una missione di ricognizione sul Livenza, in particolare sul campo d'aviazione nemico di Prà dei Gai. Giunto sui cieli di Sacile e Portobuffolé il suo aereo fu attaccato da 4 accia nemici, ed abbattuto nei pressi di Ghirano dall'asso austro-ungarico Ludwig Hautzmayer, comandante della squadriglia di caccia Flik 61J di stanza a Motta di Livenza che conseguì la sua sesta, e ultima vittoria. Recuperato dal relitto dell'aereo ancora vivo fu trasferito presso l'ospedale di Portobuffolé, dove spirò il giorno seguente, 28 ottobre. La salma fu tumulata nel locale cimitero dove tuttora si trova. Per onorarne la memoria gli vennero intitolate la scuola primaria e una via di Portobuffoée. La sua storia è narrata nel libro di Vito Marcuzzo 1918 Cielo di Portobuffolé-Vincenzo Contratti e gli altri. Le Poste Italiane negli anni 80 hanno stampato un francobollo commemorativo di Vincenzo Contratti.

### Annotazioni
1. ↑  La salma fu pietosamente ricomposta da una certa Emma Battistella, aiutata da alcune profughe triestine.

### Fonti
1. 1 2 3 4  Mancini 1936, p. 192.
2. 1 2 3 4 5 6 7 8 9 10 11 12  Microturismo delle venezie.
3. 1 2 3 4  Comune di Portobuffolé.